# Avoca (wieś)
Avoca – wieś w Stanach Zjednoczonych, w stanie Nowy Jork, w hrabstwie Steuben.